# Орулиха (посёлок)
Орулиха — посёлок в Свердловской области России, административно подчинённый городу Кушве. Входит в Кушвинский муниципальный округ.

## Географическое положение
Посёлок Орулиха расположен в 2 километрах к югу от реки Орулихи, в истоке реки Песьянки (левого притока реки Баранчи), к северо-западу от Нижнего Тагила и в 20 километрах (по автодороге в 24 километрах) к югу от Кушвы. В посёлке на ветке Гороблагодатская — Нижний Тагил находится железнодорожный остановочный пункт Орулиха. Здесь останавливаются электропоезда Чусовская — Нижний Тагил и Верхотурье — Нижний Тагил.

## История
Посёлок Орулиха был основан как поселение рудокопов, когда маркшейдером Волковым и мастеровым Андреевым в 1824 году в близлежащих реках, в речном песке и в глине было найдено золото и платина. Это был первый платиновый прииск в Евразии. Он был назван в честь тогдашнего царя Александра I Царёво-Александровским. Всего в окрестностях Орулихи с 1824 по 1832 год было добыто 436 кг платины. Добыча платины здесь продолжалась до 1918 года.
В 1976 году в Орулихе были построены коллективные сады «Золотая осень» и «Берёзки».

## Население
| 2002 | 2010 |
| ---- | ---- |
| 65   | ↘60  |